# Héctor Arredondo
Héctor Arredondo Casillas (Ciudad de México, México, 12 de noviembre de 1970-Ib., 16 de noviembre de 2014) fue un actor mexicano de televisión, cine y teatro, trabajó con la empresa TV Azteca como actor de telenovelas.

## Biografía
Previamente a su incursión como actor, Arredondo obtuvo el título de Licenciado en Diseño de la Comunicación Gráfica por la Universidad Autónoma Metropolitana y también estudió actuación en el CEFAT de TV Azteca.
Arredondo dio inicio a su carrera a finales de la década de 1990 debutando en el vídeo musical Maldita Timidez de la reconocida cantante pop-rock retirada Lynda. Posteriormente a inicios de la década del 2000 inició sus primeros trabajos en televisión, en las series Mochila al hombro de Canal Once, Sin permiso de tus padres (S.P.P.) y Lo que es el amor de TV Azteca. También protagonizó en Colombia la serie Mesa para tres, del Canal Caracol. 
Posteriormente protagonizó, al lado de Bárbara Mori, la cinta Viento en contra, y junto con el primer actor Jorge Lavat la película Ella y el candidato.
El último trabajo del actor fue en la telenovela Las Bravo, con Edith González, Mauricio Islas y Saúl Lisazo.

## Vida privada
El actor tuvo dos hijas, Kía y Camila, la última fruto de su relación con la actriz Carla Hernández.
En septiembre de 2014 se le detectó un cáncer de páncreas en estado terminal. A causa de dicha enfermedad, el actor falleció el 16 de noviembre de 2014 a los 44 años de edad; a 4 días de haber celebrado su último cumpleaños. La noticia fue confirmada por el departamento de prensa de Azteca, empresa con la que colaboró durante 13 años.

## Filmografía

### Telenovelas
- Las Bravo (2014-2015) - Gerardo "Gerry" Ibáñez
- Secretos de familia (2013) - Leonardo Ventura Morientes
- Pobre diabla (2009-2010) - Luciano Enríquez
- Pobre rico, pobre (2008-2009) - Andrés Ferreira / Galindo
- Mientras haya vida (2007-2008) - Gael Cervantes
- Los Plateados (2005) - Leonardo Villegas
- La heredera (2004-2005) - Joaquín Mercader
- Mesa para tres (2004) - Luis Toro
- Mirada de mujer, el regreso (2003-2004) - Julián Camacho
- Por ti (2002) - Franco
- Lo que es el amor (2001-2002) - René

### Series de televisión
- La Teniente (2012) - Capitán Antonio Volante
- Bienes raíces (2010) - Esteban Miramontes
- Capadocia (2008-2010) - Patrick Lansk
- El sexo fuerte (2008) - Romulo
- Cambios de vida (2008)
- Decisiones (2006-2007)
- Sin permiso de tus padres (2002)
- Lo que callamos las mujeres (2001)

### Cine
- Ella y el candidato (2011) - Luis Fernando Grama
- Viento en contra (2011) - Patrick
- 40 días (2008) - Andrés
- Cuando las cosas suceden (2007) - Galán
- La última y nos vamos (2006) - Adrián

### Videos musicales
- Dame otro tequila - Paulina Rubio (2004)
- Maldita Timidez - Lynda Thomas (1999)